# Serixia inconspicua
Serixia inconspicua là một loài bọ cánh cứng trong họ Cerambycidae.